# Фея-крёстная (Шрек)
Фея-крёстная (англ. Fairy Godmother) — персонаж франшизы «Шрек», которую озвучила Дженнифер Сондерс. Она является главной антагонисткой второй части и матерью Принца Чаминга, за которого принцесса Фиона изначально должна была выйти замуж до встречи со Шреком. Используя свою магию и зелья, фея пытается обманом заставить Фиону влюбиться в её сына.
Фея-крёстная получила в основном положительные отзывы кинокритиков, которые оценили юмор и злодейство персонажа, а также игру Сондерс. Она стала лауреатом People’s Choice Awards в категории «Любимый кинозлодей».

## Развитие

### Создание
Обсуждая возможные идеи для сиквела «Шрека», студия DreamWorks понимала, что им нравится включать во франшизу концепции традиционных сказок. Так они решили добавить фею-крёстную, «которая в конечном итоге окажется предательницей». В мае 2001 года Тед Эллиотт, сценарист первого мультфильма, подтвердил о введении персонажа. Фея-крёстная Фионы была задумана как волшебное существо, чья магия и зелья не всегда приносит пользу Шреку и принцессе. Обычно феи-крёстные помогают героиням сказок, но в «Шреке 2» она хочет, чтобы Фиона вышла замуж за её сына, Принца Чаминга, несмотря на то, что принцесса уже была замужем за своей настоящей любовью, Шреком. Таким образом, злодейка считается пародией на традиционных фей-крёстных.
При разработке «Шрека навсегда» создатели мультфильма хотели, чтобы злодей Румпельштильцхен как можно больше отличался от предыдущих негодяев франшизы. По сравнению с Феей-крёстной, он является более «крысиным, ребячливым и подлым человеком» для контраста с красноречивой бизнесвумен.

### Голос и характеристика
Фею-крёстную озвучила английская актриса Дженнифер Сондерс. Она записала все свои реплики всего за четыре дня. Сондерс заявляла, что участие в «Шреке 2» «было одной из её любимых работ». Дженнифер записывала диалоги исключительно с режиссёром Эндрю Адамсоном, который временно исполнял роли всех остальных персонажей во время озвучки Сондерс. Декка Эйткенхед из The Guardian считает, что Сондерс «была очевидным выбором для продюсеров „Шрека 2“». Сондерс настаивала на том, что создатели наверняка захотят вернуть Фею-крёстную в следующих частях, но решение убить персонажа осталось.
Сондерс сама пела песни злодейки, исполнив две. Она спела «Fairy Godmother Song» (с англ. — «Песня Феи-крёстной») в сцене, которая пародирует мультфильм Disney «Красавица и чудовище» (1991) с танцующей мебелью, а также записала кавер на песню Бонни Тайлер «Holding Out for a Hero» (1984) для саундтрека к фильму, которую персонаж исполняет ближе к концу. Во время последнего Фея-крёстная поёт лёжа на рояле, что отсылает к исполнению песни «Makin' Whoopee» актрисой Мишель Пфайффер в фильме «Знаменитые братья Бейкеры» (1989). Поскольку Сондерс записала большую часть своих реплик в одиночестве, только на премьере мультфильма на Каннском кинофестивале она встретила своих коллег по работе, включая Антонио Бандераса и Джули Эндрюс, озвучивших Кота в сапогах и королеву Лилиан соответственно. Журналист The Dallas Observer Роберт Вилонски счёл интересным, что Сондерс, в отличие от Эндрюс, получила две песни в фильме. Что касается анимации, в «Шреке 2» было больше человеческих персонажей и сложных костюмов, нежели чем в первой части, в том числе Фея-крёстная, которая носит цельное платье до пола.
Кристофер Фидучча из Screen Rant полагал, что Сондерс очень похожа на своего персонажа, и сказал, что их черты лица «почти идентичны». Сондерс описывала свою героиню как «привлекательную блондинку с голубыми глазами, загаром и милой улыбкой». Тодд Маккарти из Variety отмечал «стильно стреловидные седые волосы» Феи-крёстной. В журнале Beliefnet персонажа сравнили с Малефисентой из «Спящей красавицы» и назвали злодейкой, несмотря на её «милую и материнскую» внешность. Джош Ларсен из Chicago Suburbs News написал, что Фея-крёстная ведёт себя «как пластический хирург с магической силой».

## Появления
Фея-крёстная впервые появляется в «Шреке 2» как мать Принца Чаминга, который изначально планировал спасти Фиону и стать наследником трона Тридевятого королевства. Молодожёны Шрек и Фиона отправляются туда, чтобы впервые встретиться с родителями Фионы, которые с большим удивлением узнают, что Фиона вышла замуж за огра и сама осталась им навсегда. Когда Фея-крёстная обнаруживает, что Фиона вышла замуж за Шрека вместо Чаминга, она замышляет исправить это и заставляет отца Фионы, короля Гарольда, помочь ей, поскольку он обязан ей за прошлое. Фея-крёстная управляет фабрикой зелий, которую грабит Шрек с друзьями. Они крадут зелье, и когда Шрек выпивает его, то он и Фиона превращаются в прекрасных людей. Фея-крёстная пытается обмануть Фиону и говорит, что Чаминг — это превратившийся Шрек, однако принцесса чувствует что-то неладное, поскольку её якобы муж ведёт себя слишком иначе. Фея-крёстная даёт Гарольду зелье, которое после употребления заставит Фиону влюбиться в первого человека, которого она поцелует. Она наставляет, что это должен быть её сын. Когда её план не срабатывает и раскрывается, на свадебном балу Гарольд говорит, что не дал Фионе зелье. Возмущённая Фея-крёстная стреляет из своей волшебной палочки в Шрека, но луч отражает Гарольд, который в конечном итоге превращается в лягушку, а злодейка становится пузырями и погибает. Персонаж также появляется в видеоиграх Shrek 2: The Game и Shrek Forever After.

## Критика и наследие

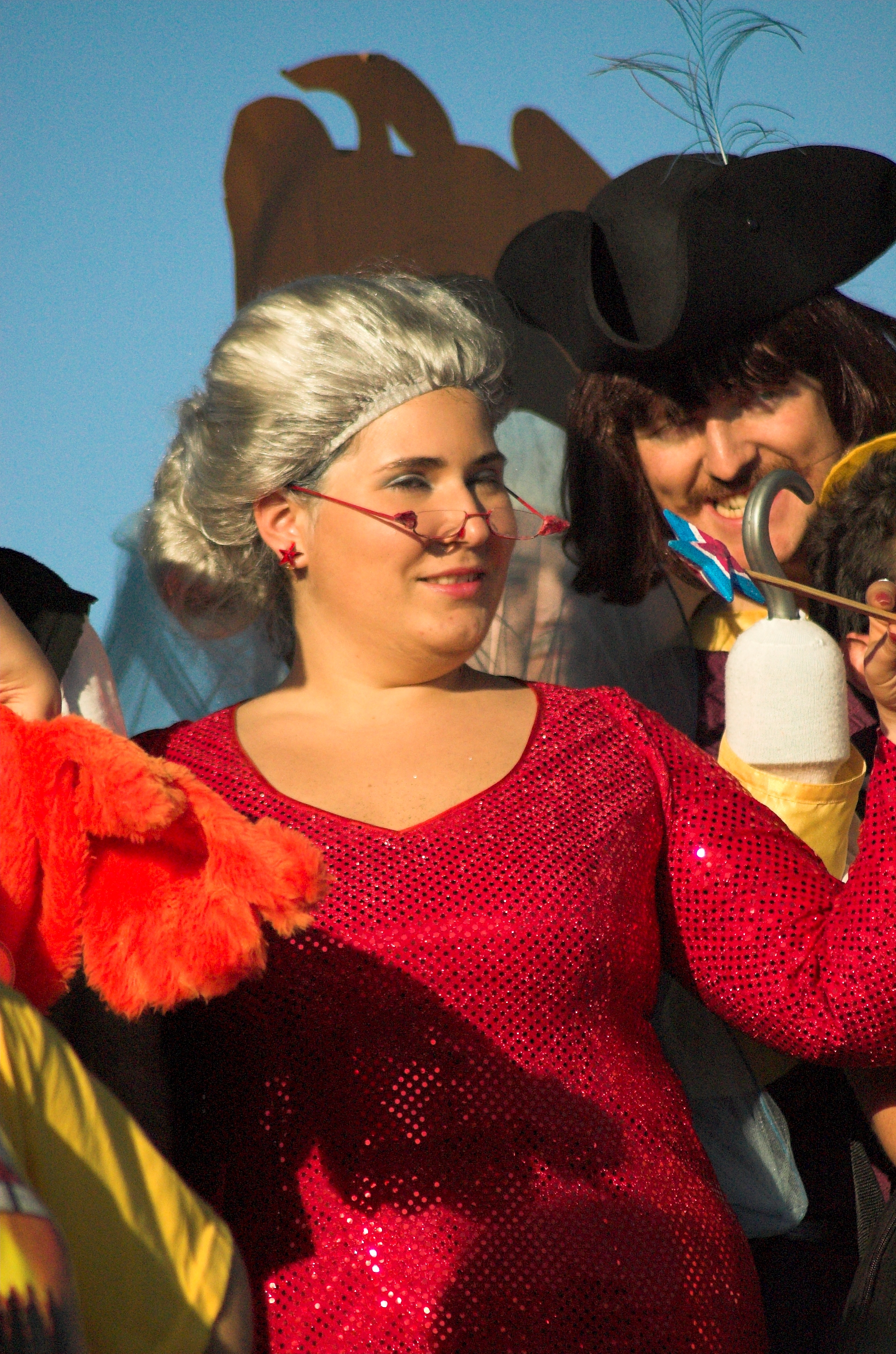
Косплей Феи-крёстной в 2005 году

### Отзывы
В Teen Ink Фею-крёстную провозгласили «идеальным злодеем», а Энджи Эрриго из Empire описала её как забавного персонажа. Дэн Демаджио из Metro Times написал, что персонаж «навсегда затмевает собой шоу», а Дэвид Эдельштейн, кинокритик Slate, назвал Фею-крёстную «замечательным творением, как слащавое/стальное лицо современного Disney». Джефф Вайс из Deseret News отметил, что персонаж постоянно «перетягивает одеяло» с Шрека и Фионы. Виктория Роуз Кейстер из Game Rant назвала Фею-крёстную умной забавной злодейкой, которая «злая, но в то же время интересная для просмотра и довольно приятная».
Майкл О’Салливан из Washington Post написал, что Сондерс «привносит в свою роль восхитительно неприятную остроту». Скотт Читвуд из ComingSoon.net отмечал, что актриса «отлично сыграла», также написав: «Если она вам понравилась в „Ещё по одной“, она понравится вам и в „Шреке 2“». Пит Вондер Хаар из Film Threat подчеркнул, что Сондерс «кажется, любит озвучивать Фею-крёстную», и предпочёл её Чамингу. Рик Гроен из The Globe and Mail оценил Фею-крёстную как одну из лучших работ Сондерс. Декка Эйткенхед из The Guardian сравнивал Фею-крёстную с Эдиной Монсун, которую Сондерс играла в сериале «Ещё по одной». Он назвал её «амбициозной» и отметил, что она «запугивает членов королевской семьи так, как если бы они были её семьёй в „Ещё по одной“». Журналист полагал, что игра актрисы и юмор могут соперничать только с Ослом Эдди Мерфи. Тодд Маккарти из Variety написал, что Сондерс сделала «всё возможное, чтобы возвысить» фильм с помощью своего выступления. Логан Рашке из The Daily Eastern News пришёл к выводу, что злодейка «не была бы той, кто она есть, если бы не Дженнифер Сондерс (и фантастический сценарий)». Он описал её «строгой, властной, но всё же нежной, когда нужно». Том Брейхан из AV Club сказал, что Сондерс «получила явное удовольствие» от этой роли.
Христианский веб-сайт Crosswalk.com счёл поведение Феи-крёстной «нежелательным» и «ненужным» в сцене, в которой она «корчится на пианино и поёт сексуальную песню». Билл Бейрер из Cinema Blend считал, что Сондерс «проделала отличную работу», но время от времени находил внешний вид персонажа слишком реалистичным. В более негативном обзоре кинокритик из San Francisco Chronicle полагал, что персонаж слишком отвлекает от сюжетной линии Шрека и Фионы. Тем не менее ему понравилось исполнение песни «Holding Out for a Hero». Рецензируя «Шрек навсегда», Бет Пэтч из CBN выразила благодарность за то, что Фея-крёстная «больше не была частью актёрского состава», поскольку её заменил Румпельштильцхен в роли злодея мультфильма.

### Признание
Мэтью Уилксон из Screen Rant поставил Фею-крёстную на 3 место среди лучших злодеев DreamWorks и отметил её обманчиво добрую натуру. Он также назвал её «одним из самых запоминающихся злодеев в истории DreamWorks». Его коллега Меган Боярски включила Фею-крёстную на 3 место в списке злодеев франшизы. Сондерс получила награду «Любимый кинозлодей» на 31-й церемонии вручения премии «People’s Choice Awards». Это была одна из пяти наград, которые «Шрек 2» получил на церемонии. Эллисон Дж. Шарманн из Harvard Crimson считает, что «франшиза не была бы полной без введения Феи-крёстной в сиквеле». В The Daily Edge героиню поставили на 7 место в списке причин, по которым «нам нужно ценить Шрека больше, чем уже», и журналист Рэйчел О’Нил описала персонажа как «ПОТРЯСАЮЩУЮ злодейку», которая «постоянно решает все проблемы, которые ей доставляют мужики». Бэйли Раймс из Her Campus указала Фею-крёстную главной причиной, по которой она считает «Шрека 2» вторым лучшим мультфильмом во франшизе, и назвала её иконой.
В Her Campus Фея-крёстная заняла 2 место в списке 10 лучших злодеек из мультфильмов, и Лиливетт Домингес написала: «Вместо того, чтобы ненавидеть любить её, вы любите ненавидеть её, потому что она симпатичный злодей… вы не можете ненавидеть её на самом деле, потому что она была умнее всех». В Entertainment Weekly Фею-крёстную поставили в ряд 13 персонажей, «которые держат нас под чарами». Грейс Кинникатт из Odyssey назвала исполнение Феи-крёстной «Holding Out for a Hero» лучшей песней во франшизе «Шрек». На 90-й церемонии вручения премии «Оскар» в 2018 году несколько фанатов в социальных сетях сравнили красное платье, высокую причёску и очки актрисы Мерил Стрип с Феей-крёстной. Поклонники также предложили ей сыграть персонажа в игровом кино-адаптации мультфильма.